# هوبره آفریقایی

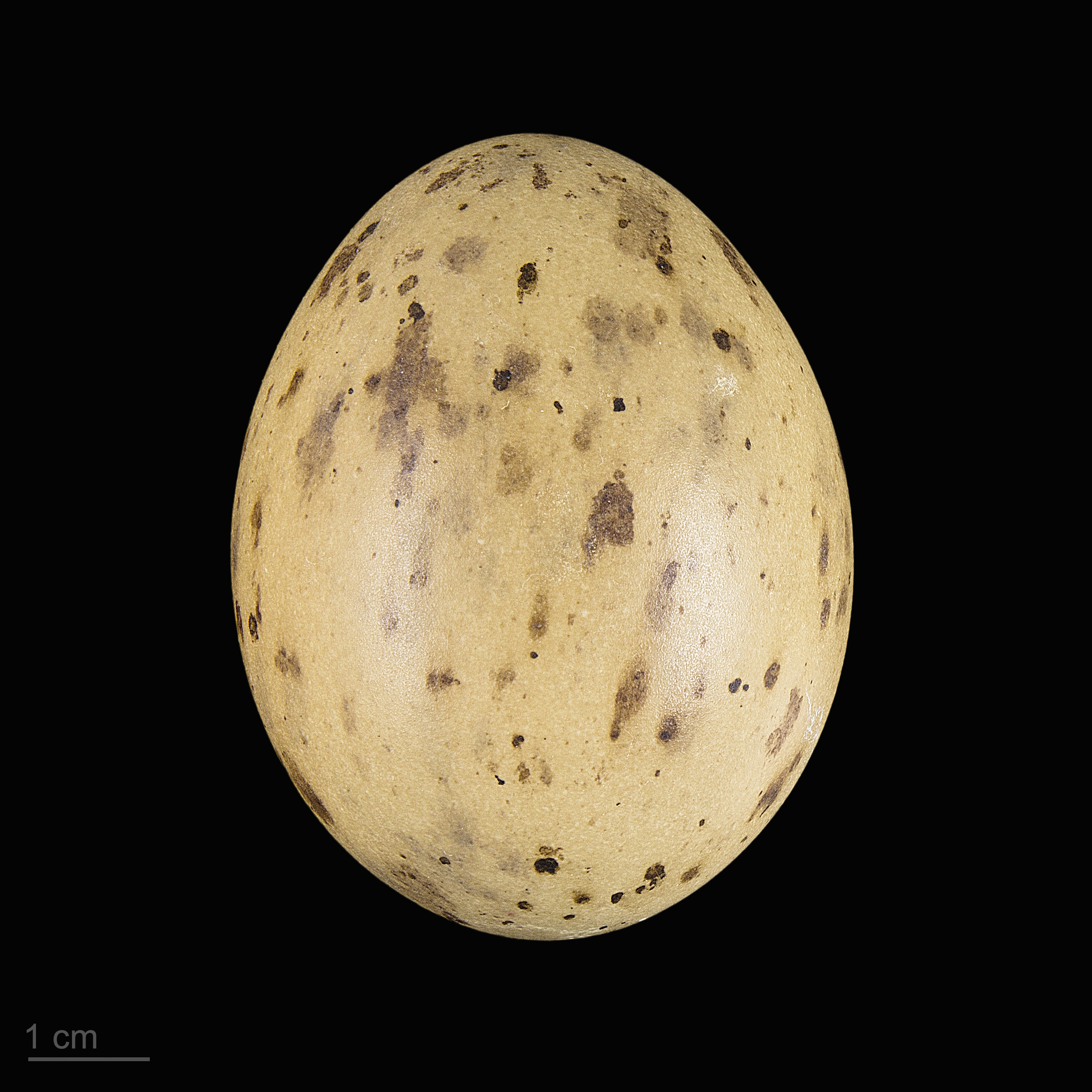
Chlamydotis undulata

هوبَره آفریقایی (نام علمی: Chlamydotis undulata) پرنده‌ای از تیرهٔ هوبره‌ایان و بومی مناطق خشک کویری شمال آفریقا است. هوبره آسیایی در گذشته یکی از زیرگونههای این پرنده دانسته می‌شد اما امروزه آن را گونه مستقلی می‌دانند.
این پرنده برخلاف هوبره آسیایی مهاجرت نمی‌کند و تمام سال را در شمال آفریقا در کشورهای مراکش، تونس، الجزایر، لیبی و مصر به سر می‌برد.

## ویژگی‌ها
طول بدنش از نوک منقار تا انتهای دم، حداکثر به ۶۵سانتی‌متر می‌رسد. نر و ماده شبیه هم هستند، ولی نرها حدود ۱۰ درصد از ماده‌ها بزرگتر می‌باشند. «هوبره نر» دارای دمی نسبتاً بلند و بالهایی باریک در هنگام پرواز است. دو رشته پرهای زینتی سیاه و سفید در حاشیه گردن دارند که سیاهی آن‌ها در پشت گردن به خوبی مشخص است.
این پرنده از میش‌مرغ کوچک‌تر و از زنگوله‌بال بزرگتر است. از لحاظ ظاهری به بوقلمون ماده شباهت دارد، گردن و دم خرمایی رنگش دراز است، نر و ماده در تمام فصول از روی دسته پرهای سیاه و سفید بلندی که در طرفین گردن آن‌ها آویزان است، کاکل کوتاه سیاه و سفید و چشم‌های درشت تشخیص داده می‌شوند. سطح پشتی این پرنده قهوهای و خاکی کمرنگ، با خطوط موج‌دار فراوان، سطح شکمی آن سفید و ناحیه گلویش خاکستری کمرنگ است. در پرواز پشت و پوشپرهای بال، به رنگ خاکی یکدست به‌نظر می‌آید. شاهپرهای سیاه بال دارای یک قسمت سفیدرنگ در قاعده شاهپرهای نخستین می‌باشد ولی مقدار آن از سفیدی بال‌های زنگوله‌بال و میش‌مرغ بسیار کمتر است. آهسته بال می‌زند و بال‌هایش دراز است.
در پرنده‌های نر دو رشته پرهای زینتی سیاه و سفید در حاشیه گردن دارند که سیاهی آن‌ها در پشت گردن به خوبی مشخص است.
زمینه پر و بالشان خاکی رنگ است که در زیر بال‌ها کم و بیش سفید می‌شود. سر و تاجی با رگه‌های سیاه و سفید بر زمینه‌ای خاکی رنگ دارند و بالای دمشان خاکستری با رگه‌های عرضی تیره‌تر است. نرهای نابالغ شبیه ماده به نظر می‌رسند، اما پرهای زینتی حاشیه گردن، اما در ماده‌ها کمتر است.

## زیستگاه و تغذیه
«هوبره» تکزیست وگاهی هم در مجموعات کوچکی زندگی می‌کند، أما هنگام تزاوج و جفت‌گیری و تخم‌گذاری جفت‌جفت دیده می‌شوند و در مسافتی تا حدود ۵ کیلومتر انتشار می‌یابند. در شب پرواز می‌کنند، نیاز زیادی به آب ندارند، اما در عصرها در مناطقی که آب وجود دارد مانند (آبدان‌ها) و غدیر، وحوضچه‌های آبی به وضوح دیده می‌شوند.
معمولاً از راه خوردن حشرات تغذیه می‌کند. هوبره‌ها در زمستان و تابستان گیاهان کوچک، حشرات، قورباغه‌ها، کرم‌ها و خزندگان را می‌خورند. همچنین دانه‌های میوه‌های خشک، عقرب و ملخ نیز می‌خورند.